# Mando y control (malware)
En el campo de seguridad informática, la infraestructura mando y control (Command and control en inglés, usualmente abreviado C&C o C2) consta de servidores y otros elementos que son usados para controlar los malware, tal como las botnet. Los servidores de mando y control pueden ser directamente controlados por los operadores del malware, o también ellos mismos ejecutarse en equipos infectados por el malware. Técnicas del tipo Fax-fllux DNS pueden ser utilizadas para dificultar el trazado de los servidores de control, los cuales pueden ser cambiados de día a día. Los servidores de control pueden también saltar de un ámbito DNS a otro, usando algoritmos de generación de dominio que suelen crear nuevos nombres DNS para los servidores de control.
En algunos casos, los expertos en seguridad informática han tenido éxito en destruir o penetrar redes de malware manejadas al estilo mando y control, por, entre otros medios, la captura o aislamiento de servidores, negándoles acceso a los dominios en los que debían ser utilizados por el malware. En respuesta a esto, los operadores de redes C2 han recurrido al uso de técnicas como utilizar como medio de desplazamiento redes existentes legítimas como IRC o Tor, utilizando redes peer-to-peer no dependientes de servidores fijos, y utilizando encriptación con clave pública para protegerse de intentos de penetración a su red.